# Freescale Semiconductor
Freescale Semiconductor, Inc. byl americký výrobce polovodičových součástek, který vznikl oddělením polovodičové divize od společnosti Motorola v roce 2004. Hlavní činností společnosti byla výroba součástek pro automobilový a telekomunikační průmysl, mikrokontrolérů a mikromechanických senzorů. Freescale Semiconductor byl jednou z 20 největších firem v polovodičovém průmyslu na světě.

## Historie
Dne 6. října 2003 společnost Motorola oznámila záměr prodat svoji polovodičovou divizi a vytvoření Freescale Semiconductor. Dne 16. července 2004 Freescale ukončil počáteční veřejné nabídky (IPO) a stanovil cenu akcií na 13 dolarů za kus, přestože první odhady počítaly s prodejem za cenu $17,50 až $19,50 za akcii.
V březnu 2014 zahynulo 20 zaměstnanců společnosti, kteří letěli letem MH 370, ten záhadně zmizel nad Indickým oceánem.
Dne 7. prosince 2015 bylo dokončeno převzetí konkurenční společností NXP Semiconductors, ohlášené v březnu téhož roku. Akcionáři Freescale obdrželi za každou akcii $6,25 a 0,3521 akcie NXP, celkově se jednalo o obchod za 11,8 miliardy, respektive po započtení závazků společnosti 16,7 milardy dolarů. Webové stránky Freescale jsou nadále pouhým přesměrováním na web NXP Semiconductors.

## Produkty

### Automobilové produkty
Freescale Semiconductor byl jedním z předních dodavatelů polovodičů pro automobilový průmysl. Moderní automobily používají elektronicky řízené motory pro zvýšení výkonu a ke snížení emisí. Freescale byl největším dodavatelem mikrokontrolérových systémů pro tyto motory ve světě. Automobilové bezpečnostní systémy, jako jsou ABS a airbagy, také používají mikrokontroléry a analogové řízení napájecích obvodů od Freescale. Freescale Semiconductor také produkuje celou řadu integrovaných produktů: senzory, akcelerátory a snímače tlaku.
Freescale SMARTMOS analogové portfolio poskytuje ovládání napětí a rodinu obvodů pro vícenásobné přepínače integrovaných obvodů pro hybridní vozidla.
V listopadu 2008 bylo oznámeno, že firma bude od roku 2010 spolupracovat se společností McLaren Electronic Systems, aby dále společně rozvíjeli své KERS systémy pro vozy McLaren Formule 1. Obě strany se domnívají, že jim tato spolupráce pomůže zlepšovat McLaren KERS systém a proniknout s touto technologií do osobních automobilů.

### Ostatní produkty
Dalšími významnými výrobky se kterými přichází Freescale Semiconductor na trh jsou bezdrátové a mobilní produkty a síťové čipy. Freescale Semiconductor byl také výrobcem prvotních mikroprocesorů PowerPC pro počítače Apple PowerBook a Mac mini. Vývoj těchto mikroprocesorů skončil v roce 2006, kdy Apple přešel na čipy Intel. V roce 2006 vstoupil jako jeden ze zakládajících členů do organizace Power.org, která se zabývá vývojem a podporou Power Architectury. Nový výrobce CherryPal zahájil v červenci roku 2008 prodej počítačů založených na Power architektuře pod názvem CherryPal cloud-computer.
Jedním z dalších produktů je DragonBall, což je nízkovýkonový mikroprocesor odvozený ze starší Motoroly 68000.
Freescale Semiconductor má také ve svém portfoliu digitální signálový procesor (DSP) založený na StarCore technologii. Freescaleovské DSP jsou použity například ve Wi-Fi, VoIP a infrastruktuře video systémů.
V roce 2006 společnost oznámila, že vyvinula nový integrovaný obvod, který uchovává informace, aniž by vyžadoval trvalé napájení. Jedná se o technologii ukládání dat s tzv. magneto-odporovou paměť (MRAM), který spoléhá na magnetické vlastnosti místo na elektrický náboj. Malosériový prodej 4-Mbit MRAM čipů začal 10. července 2006 za cenu 25 dolarů za čip.

## Konkurence
- NEC Electronics
- NXP Semiconductors
- Micron Technology
- Infineon
- STMicroelectronics
- Texas Instruments